# 순창 나들목
순창 나들목(Sunchang IC)은 전북특별자치도 순창군 순창읍 교성리, 가남리에 걸쳐 있는 광주대구고속도로의 15번 교차로이다. 순창읍내로 진출할 수 있다. 2015년 7월 14일에 기존의 나들목을 폐쇄하고 현재 왕복 4차선 확장공사가 진행되고 있는 담양 나들목 ~ 동고령 나들목의 왕복 4차선 확장 구간으로 이설하여 트럼펫형 나들목의 형태로 개통하였다.

## 연혁
- 1984년 6월 27일 : 88올림픽고속도로 담양 ~ 달성 구간 개통과 함께 영업 개시[1]
- 1995년 10월 16일 : 1996년 12월까지 나들목 요금소 설치를 위해 전라북도 순창군 순창읍 가남리 260m 구간 도로구역 변경[2]
- 2007년 9월 10일 : 88올림픽고속도로 담양 ~ 성산 구간 왕복 4차로 확장 공사로 인해 순창군 도시계획구역 교통광장에 순창군 순창읍 가남리 일원을 순창 나들목으로 고시[3]

## 구조물 정보
- 위치: 전북특별자치도 순창군 순창읍 교성리, 가남리
- 영업소: 전북특별자치도 순창군 순창읍 성현길 35

## 접속하는 도로
- 교성로
- 순창로 (구 국도 제27호선, 지방도 제730호선)

## 교통량 정보
| 요금소        | 통행량 (대/일) | 통행량 (대/일) | 통행량 (대/일) | 통행량 (대/일) | 통행량 (대/일) | 통행량 (대/일) | 통행량 (대/일) | 통행량 (대/일) | 통행량 (대/일) | 통행량 (대/일) | 각주  |
| 요금소        | 2001년         | 2002년         | 2003년         | 2004년         | 2005년         | 2006년         | 2007년         | 2008년         | 2009년         | 2010년         | 각주  |
| ------------- | -------------- | -------------- | -------------- | -------------- | -------------- | -------------- | -------------- | -------------- | -------------- | -------------- | ----- |
| 순창 (폐쇄식) | 1,284          | 1,438          | 1,484          | 1,377          | 1,328          | 1,375          | 1,583          | 1,591          | 1,746          | 1,889          | [ 4 ] |
| 요금소        | 2011년         | 2012년         | 2013년         | 2014년         | 2015년         | 2016년         | 2017년         | 2018년         | 2019년         |                | [ 4 ] |
| 순창 (폐쇄식) | 2,125          | 2,220          | 2,322          | 2,407          | 2,511          | 2,883          | 3,046          | 3,121          | 3,183          |                | [ 4 ] |